# Мамедова, Наргила Сейди кызы
Наргила Сейди кызы Мамедова (азерб. Nargilə Seydi qızı Məmmədova; род. 1960, Нухинский район) — советский азербайджанский животновод. Депутат Верховного Совета СССР 11-го созыва (1984—1989).

## Биография
Родилась в 1960 году в селе Балталы Нухинского района Азербайджанской ССР (ныне Шекинский район).
В 1978—1980 годах — табаковод, с 1980 года — доярка фермы колхоза имени XXIII партсъезда Шекинского района республики.
Достигла высоких результатов при выполнении плана по производству сельскохозяйственной продукции десятой (1976—1980) и одиннадцатой (1981—1985) пятилеток. Начав трудовую деятельность табаководом, быстро освоила тонкости профессии и получения высоких урожаев, и по итогу уже первого года работы получила более 1000 кг табачного листа вместо 868 плановых, а в 1979 году перевыполнила норму в 1,5 раза, получив 1120 килограмм табака с обрабатываемого участка.
Вскоре, перейдя на работу в ферме, успешно получала высокие показатели и на новом месте. В 1983 году получила от 27 коров 70 тонн молока вместо плановых 42 тонн, от каждой коровы — 3500 килограмм, что на 1389 килограмм больше планового показателя; при этом госприёмка маркировала все сданное молоко первой категорией. Задания первого месяца 1984 года Мамедова выполнила за 11 дней: получила от 20 коров около 400 килограмм молока — в 3 раза перевыполнив план, а уже к марту этого же года надоила 10 тонн молока сверх плана.
Выступила инициатором движения машинного доения в колхозе, внесла ряд рационализаторских предложений, способствовала решению ряда проблем трудящихся колхоза. Среди предложений Мамедовой: организация субботников на ферме, строительство новой молочно-товарной фермы, организация красных уголков в помещениях фермы, строительство летнего лагеря для машинного доения коров при свободном выгуле. 
Активно участвовала в общественно-политической жизни республики и Советского Союза. В 1984 году избрана депутатом Совета Союза Верховного Совета СССР 11-го созыва от Шекинского избирательного округа № 682, была членом Комиссии жилищно-коммунального и городского хозяйства.
Проживает в родном селе Балталы Шекинского района Азербайджана, занимает пост заведующей сельским детским садом.